# Raeesah Khan

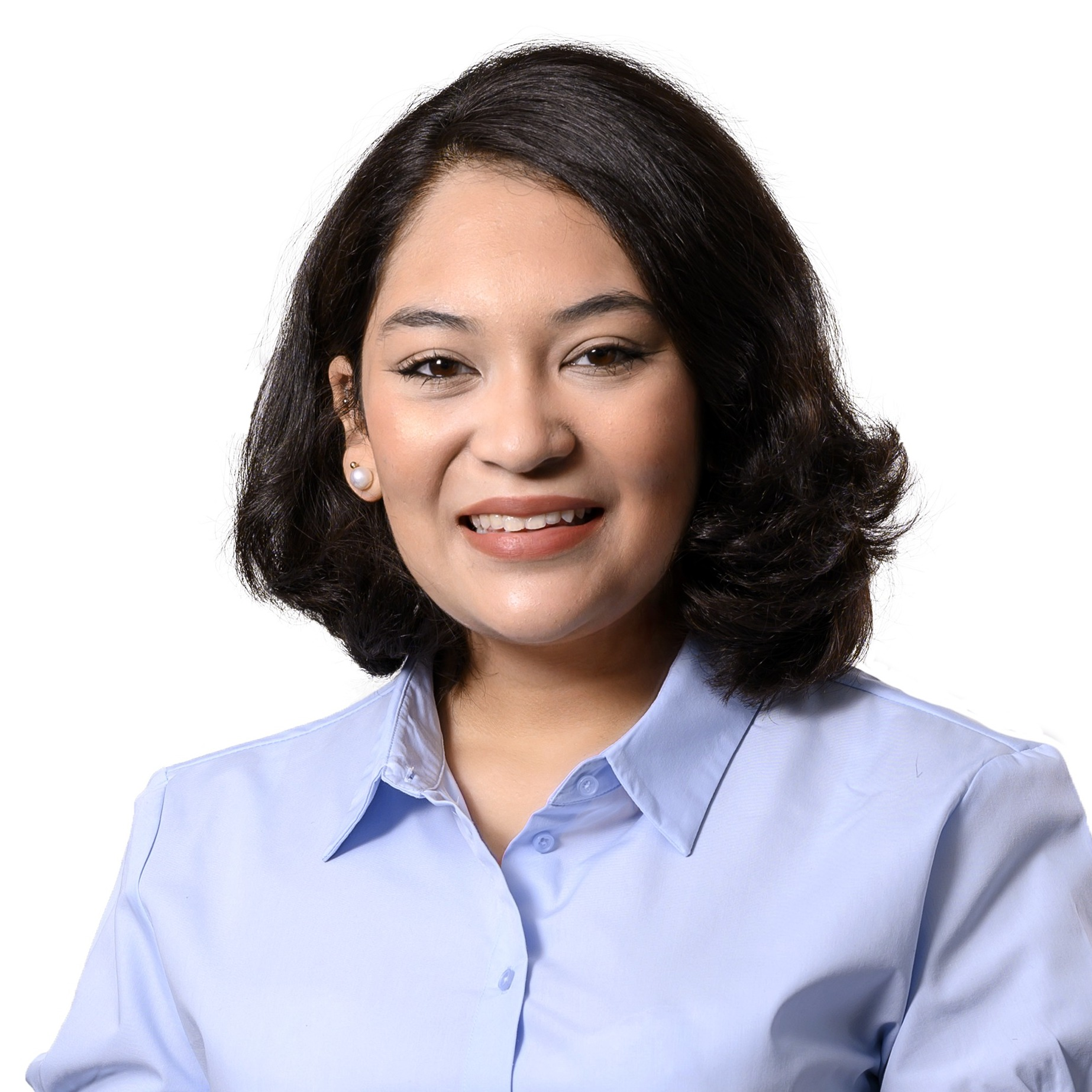
Raeesah Khan, 2019

Raeesah Begum Bte Farid Khan (* 10. November 1993 in Singapur) ist eine singapurische Aktivistin und Politikerin der Arbeiterpartei. Sie wurde nach den Parlamentswahlen 2020 in Singapur als Vertreterin des Wahlkreises der Sengkang-Gruppe für Compassvale in das Parlament von Singapur gewählt. Sie wurde zum Mitglied des Zentralen Exekutivkomitees der Arbeiterpartei gewählt.
Raeesah ist seit ihrem 17. Lebensjahr eine soziale Aktivistin, die sich hauptsächlich auf benachteiligte Familien, Überlebende sexuellen Missbrauchs, Jugendaktivisten, Wanderarbeiter und Flüchtlingsfragen konzentriert. Vor ihrem Eintritt in die Politik studierte sie Wirtschaft und Marketing an der Murdoch University.
Raeesah heiratete Mahadhir Caffoor am 14. Juli 2018. Sie gebar am 12. Juli 2019 einen kleinen Sohn, Raees Khan Caffoor. Am 2. Januar 2021 gebar sie eine Tochter, Ayla.

## Politiker Karriere
Raeesah wurde 2018 Mitglied der Arbeiterpartei, nachdem er sich zuvor freiwillig für die Basisaktivitäten der Partei gemeldet hatte. Am 30. Juni 2020 wurde sie als eines der vier Parteimitglieder bekannt gegeben, die im Rahmen der Parlamentswahlen 2020 in Singapur neben Jamus Lim, He Ting Ru und Louis Chua gegen den Wahlkreis der Sengkang-Gruppe antraten. Sie ist auch die jüngste Kandidatin der Partei.
Zusammen mit dem Team der Arbeiterpartei von Sengkang wurde sie anschließend mit 52,12 % der Stimmen gewählt und besiegte die Volkspartei in einem verärgerten Sieg, der der Arbeiterpartei einen zweiten Wahlkreis für Gruppenvertretung sicherte. Sie war die erste Kandidatin der malaiischen Opposition, die erfolgreich an einer Parlamentswahl teilnahm und einen Parlamentssitz gewann, um das jüngste Mitglied des Parlaments im 14. Parlament von Singapur zu werden.

## Kontroverse
Vor der Wahl wurden zwei separate Polizeiberichte gegen Raeesah eingereicht, weil sie angeblich zwei Online-Kommentare abgegeben hatten, die sich beide auf die Diskriminierung von Rasse und Religion bezogen. Die Berichte basierten auf ihrem Facebook-Post im Mai 2020, der die Strafverfolgungsbehörden von Singapur wegen Diskriminierung von Minderheiten kritisiert hatte und besagte, dass "reiche Chinesen" und "Weiße" gesetzlich unterschiedlich behandelt wurden, wobei HDB-Viertel angeblich stärker bevölkert waren Minderheiten während der Leistungsschalterperiode stärker überwacht. In einem anderen Kommentar in Bezug auf das Urteil der City Harvest Church aus dem Jahr 2018 implizierte Raeesah, dass die Justiz gegenüber christlichen Führern voreingenommen ist, und fragte, wer bezahlt worden sei. WP kam später heraus, um Raeesah zu unterstützen; Raeesah entschuldigte sich auch und veröffentlichte eine Erklärung, in der sie erklärte, sie wolle "niemals soziale Spaltungen verursachen, sondern das Bewusstsein für Minderheitenfragen schärfen", und sie bedauerte es auch, ihre "unempfindlichen" Kommentare abgegeben zu haben.
Seit dem Vorfall bezeichneten viele Internetnutzer die Erhebung ihrer früheren Kommentare als politischen Schritt, wobei Hashtags wie "#IStandWithRaeesah" auf Twitter im Trend lagen. Am 6. Juli wurde eine Petition von Change.org eingereicht, um Raeesah einen reibungslosen Wahlkampf zu ermöglichen und Ermittlungen erst nach den Wahlen durchzuführen, die bis zum Wahltag fast 20.000 Unterschriften gesammelt hatten. Am 7. Juli gab die Polizei bekannt, dass sie gegen den Mann ermittelt, der Raeesah angeblich wegen Social-Media-Kommentaren gemeldet hat, die religiöse und rassistische Gefühle verletzen sollen.
Am 17. September gab die Polizei von Singapur bekannt, dass Raeesah eine strenge Warnung über den Posten erhalten hat. Raeesah sagte später, dass sie gelernt habe, "rücksichtsvoller" bei der Gestaltung schwieriger Gespräche zu sein, und entschuldigte sich erneut. Zur gleichen Zeit wurde dem Mann, der den Bericht erstattete, eine strenge Warnung für Stellen ausgestellt, die Belästigung verursachen, sowie für Stellen, die Feindschaft zwischen verschiedenen Personengruppen verursachen.